# Coprosma atropurpurea
Coprosma atropurpurea là một loài thực vật có hoa trong họ Thiến thảo. Loài này được (Cockayne & Allan) L.B.Moore mô tả khoa học đầu tiên năm 1974.